# Thedel von Wallmoden (Sagenfigur)
Thedel Unverfehrt von Wallmoden heißt der Held einer 1558 gedruckten Verserzählung. Der Name des Protagonisten in den verschiedenen Abenteuern und Schwänken bedeutet „der Unerschrockene“.

## Inhalt der Erzählung
Auf der Jagd begegnet Thedel von Wallmoden in Bredelem (Kreis Goslar) einem Geisterzug. Einer der Geister fordert ihn auf, mit ihnen zu reiten. Er könne sich so das schwarze Zauberross verdienen. Die Bedingung sei, dass er in der Grabeskirche in Jerusalem drei Nächte die Grabwache halte, ohne einzuschlafen oder ein Wort zu reden. Das gelingt ihm, und er gewinnt das schwarze Pferd, muss aber geloben, niemandem zu verraten, von wem er das Ross bekommen hat. Sonst werde er am dritten Tag danach sterben.
Mit dem Pferd und durch seine Unerschrockenheit besteht Thedel im Folgenden eine Reihe von zum Teil schwankhaften Abenteuern. Historischer Bezugspunkt ist dabei Herzog Heinrich der Löwe, sein Lehnsherr, dem er schon in Jerusalem begegnet war. Am Ende schließt Thedel sich dem Schwertbrüderorden an, um in Livland die Heiden zu bekämpfen und zu bekehren. Als der Herrenmeister wissen will, woher Thedel das schwarze Ross hat, muss er, zu Gehorsam verpflichtet, antworten und stirbt drei Tage später.

## Überlieferung
Thedel ist ein Leitname der niedersächsischen Adelsfamilie von Wallmoden. In einem Kopialbuch der Familie, das mit genealogisch-historischen Notizen angereichert ist, wird ein (fiktives) Familienmitglied Thedel Unverfehrt erwähnt, das mannhafte Taten verrichtet habe. 1558 veröffentlichte Georg Thym, Schulleiter in Wernigerode, über Thedels Taten ein Epos von 1946 Zeilen (Druckort: Magdeburg). Darin präsentiert er Thedel als vorbildlichen Edelmann nach Maßgabe der lutherischen Theologie. Das Werk widmete er seinem früheren Schüler Thedel von Wallmoden und forderte ihn auf, sich die Taten des Vorfahren als Spiegel und zum Vorbild zu nehmen.
Eine zweite Auflage erschien, ergänzt um Inhaltsangaben zu den einzelnen Kapiteln, 1559 in Straßburg; eine dritte Auflage 1563 in Wolfenbüttel.

## Rezeption
In der dämonologischen Literatur des 18. Jahrhunderts wird auf verschiedene Weisen auf das Geisterheer und den Pakt Bezug genommen. Achim von Arnim und Clemens Brentano kürzten den Text auf Liedlänge und verbesserten die Verse. In dieser Form gelangte die Geschichte in ihre Sammlung altdeutscher Lieder Des Knaben Wunderhorn. Die Brüder Grimm berücksichtigten hingegen Thedel Unverfehrt, obwohl sie das Epos kannten, nicht in ihrer Sammlung Deutsche Sagen, weil sie die Sage nicht aus der Dichtung herauslösen wollten.
1926 veröffentlichte Eberhard König einen neuromantischen Roman Thedel von Wallmoden genannt Thedel Unverfehrt. Eine bunte Mär, der vier Auflagen erfuhr und auch in einer Buchgemeinschaftsausgabe herauskam.
1888 gab Paul Zimmermann das Epos heraus. Eine Neuedition nahm Andrea Schindler 2020 vor.